# Medevi brunnskyrka
Medevi brunnskyrka är en kyrkobyggnad i Medevi brunn i Linköpings stift. Den är församlingskyrka i Västra Ny församling.

## Kyrkobyggnaden
Den nuvarande kyrkan är den tredje i Medevis historia. Kyrkan byggdes 1771 i trä som har vitputsats. Altarring och predikstol är sammanbyggda, vilket är ovanligt, samt att altaret står i norr istället för i öst. Societeten gick in i stora ingången i söder och satt till vänster, vända mot öst. Mindre bemedlade och allmoge gick in genom den östra dörren och satt vända mot väst. 

## Inventarier
Altarringen, predikstolen och bänkarna är tillverkade av bildhuggaren Anders Malmström 1806. Han var farfar till konstnären August Malmström.  Textilierna vid altaret är framtagna av textilkonstnären Ann-Marie Kornerup. 
Skeppet som hänger från taket mitt i kyrkan är skänkt av en invalid som bodde vid Vadstena hospital 1821. Det sägs att skeppet kan spå väder, då hampan i repet är känsligt för luftfuktigheten. Pekar fören mot altaret blir det regn och man bör stanna inomhus och pekar den mot dörren i söder, blir det solsken och man kan vistas utomhus. Höger eller vänster betyder växlande molnighet och eventuella skurar. Den spår vädret ett dygn framåt och det stämmer till 99 %. 
Träreliefen som står vid ingången är gjord av Anders Malmström 1789 och föreställer Jöns Larsson, Medevis kusk och kyrkstöt vid Västra Ny kyrka. En kyrkstöt hade som syssla att med en träpinne peta på dem som somnar i kyrkan. I Brunnskyrkan behövs ingen kyrkstöt, där lutar bänkarna framåt och har rak rygg. Somnar man där, kanar man av. 